# Glenogryllacris pretiosa
Glenogryllacris pretiosa är en insektsart som beskrevs av Heinrich Hugo Karny 1930. Glenogryllacris pretiosa ingår i släktet Glenogryllacris och familjen Gryllacrididae. Inga underarter finns listade i Catalogue of Life.